# Placówka Straży Granicznej II linii „Łomża”
Placówka Straży Granicznej II linii „Łomża” – jednostka organizacyjna Straży Granicznej pełniąca służbę wywiadowczą na granicy polsko-niemieckiej w okresie międzywojennym.

## Formowanie i zmiany organizacyjne
Rozporządzeniem Prezydenta Rzeczypospolitej Polskiej Ignacego Mościckiego z 22 marca 1928 roku, do ochrony północnej, zachodniej i południowej granicy państwa, a w szczególności do ich ochrony celnej, powoływano z dniem 2 kwietnia 1928 roku Straż Graniczną.
Rozkazem nr 1 z 12 marca 1928 roku w sprawach organizacji Mazowieckiego Inspektoratu Okręgowego Naczelny Inspektor Straży Celnej gen. bryg. Stefan Pasławski określił strukturę organizacyjną komisariatu SG „Kolno”. 
Rozkazem nr 9 z 18 października 1929 roku w sprawie reorganizacji mazowieckiego Inspektoratu Okręgowego komendant Straży Granicznej płk Jan Jur-Gorzechowski określił numer i nową strukturę komisariatu. 
Placówka Straży Granicznej II linii „Łomża” znalazła się gospodarczo w jego strukturze. Z dniem 1 stycznia 1932 posterunek SG „Rydzewo” przydzielony został do placówki II linii „Łomża”.
Z dniem 1 lipca 1939 placówka Straży Granicznej II linii „Łomża” przydzielona została do Obwodu Straży Granicznej „Łomża”.

## Dowódcy placówki
- przodownik Stefan Kowalski[6]
- przodownik Stanisław Teofil Dębski[7]